# Michael Henry Herbert
Michael Henry Herbert, (25 juin 1857 - 30 septembre 1903), est un diplomate et ambassadeur britannique.

## Jeunesse
Michael Herbert est le quatrième et plus jeune fils de Sidney Herbert (1er baron Herbert de Lea), homme politique britannique, et Elizabeth Herbert, baronne Herbert de Lea, philanthrope et écrivain et apologiste catholique romain.
Son père, Sidney, est lui-même le fils cadet de George Herbert (11e comte de Pembroke), et de la comtesse russe Catherine Vorontsov, fille de Semion Romanovitch Vorontsov. Deux des frères d'Herbert (George Herbert (13e comte de Pembroke) et Sidney, le 14e comte) sont comté de Pembroke, son demi-oncle Robert Herbert, 12e comte de Pembroke étant décédé sans descendance légitime à Paris le 25 avril 1862. Le 30 mai, Herbert obtient le rang d'un fils cadet d'un comte.
Herbert est élevé dans la maison familiale de Wilton House, dans le Wiltshire.

## Carrière
Il entre au service diplomatique et est muté à Paris, à 21 ans, le 1er juin 1879, où il est promu troisième secrétaire en mars 1880 et deuxième secrétaire en novembre 1883. Il est formé dans le service diplomatique par Richard Lyons alors ambassadeur britannique en France, et est membre de la «Lyons School» Tory de la diplomatie britannique .
Il est transféré à Washington DC le 31 août 1888, où il occupe le poste de secrétaire et agit à deux reprises comme chargé d'affaires. En septembre 1893, il est muté à La Haye et, en août de l'année suivante, il est promu secrétaire d'ambassade à Constantinople. Il est nommé Compagnon de l'Ordre du Bain (CB) en 1896. Après une brève affectation à Rome en 1897, il est nommé ministre plénipotentiaire à Paris en 1898.
Herbert termine sa carrière comme ambassadeur britannique aux États-Unis, succédant à Julian Pauncefote, décédé en poste en mai 1902. Il est nommé Chevalier Commandeur de l'Ordre de Saint-Michel et Saint-Georges (KCMG) dans la liste des honneurs du couronnement de 1902 publiée le 26 juin 1902 et reçoit la chevalerie en audience privée avec le roi Édouard VII à bord HMY Victoria and Albert le 2 août 1902. Il prête serment comme membre du Conseil privé au Palais de Buckingham le 11 août 1902 avant de quitter Liverpool pour Washington fin septembre.

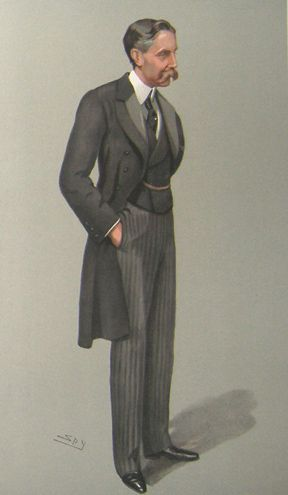
Henry Herbert lorsqu'il travaillait à Washington

En tant qu'ambassadeur, il crée avec le secrétaire d'État américain John Hay une commission conjointe pour établir la frontière entre le district américain de l'Alaska et les intérêts britanniques dans le Dominion du Canada, où de l'or a été trouvé dans les années 1890. Elle aboutit au traité de frontière de 1903. Il est également impliqué pendant la crise du Venezuela de 1902–1903.

## Vie privée
Le 27 novembre 1888, il épouse Leila "Belle" Wilson (1864-1923), la deuxième fille de Richard Thornton Wilson (en), banquier et courtier en coton de New York et de Newport, Rhode Island. Tous les enfants Wilson se sont mariés avantageusement, à savoir Mary, qui épouse le propriétaire terrien de New York Ogden Goelet (en) (ils sont les parents de Mary, duchesse de Roxburghe); et Grace, qui épouse Cornelius Vanderbilt III ; Orme, qui épouse une fille de Mme William Astor. Ensemble, Herbert et sa femme ont eu deux fils: 
1. Sidney Herbert (1er baronnet) député (1890–1939), décédé célibataire, date à laquelle le titre s'éteint[1]
2. Lieutenant Michael George Herbert (1893–1932), décédé célibataire.

Il est mort de tuberculose le 30 septembre 1903 à Davos, en Suisse, à l'âge de 47 ans.
La ville de Herbert en Saskatchewan, au Canada, porte son nom. Le mont Herbert, également connu sous le nom de Boundary Peak 172, à la frontière entre le Canada et les États-Unis, porte son nom en 1923 .